# Aëthnic Union
La Aëthnic Union (en español: Unión Étnica) fue una organización feminista radical establecida en Londres alrededor de 1911 por Thomas Baty, cuyo pseudónimo pertenecía a Irene Clyde; nombre por el cual era más conocida en la asociación, cuyo objetivo era desmantelar los roles de género tradicionales y las normas sociales. Promovió ideales de pacifismo, igualitarismo y neutralidad de género. Entre sus miembros se encontraban notables activistas e intelectuales como Eva Gore-Booth, Esther Roper, Jessey Wade y Dorothy Cornish, quienes aportaron su experiencia en materia de sufragio femenino, bienestar animal y educación.
La asociación proporcionó una plataforma en la que tener debates radicales y proyectos intelectuales colaborativos, fomentando una visión de una sociedad libre de restricciones basadas en el género. Sus principios y actividades influyeron significativamente en la ideología que luego se difundió a través de la revista transfeminista Urania.

## Historia
En 1908, Irene Clyde inició una serie de correspondencias con la Fawcett Society, una asociación de Reino Unido que lucha por los derechos de las mujeres y la igualdad de género. En 1911, Clyde fundó la Aëthnic Union en Londres. La palabra Aëthnic derivaba del griego, "ethnos", raza (de personas).
La Aëthnic Union estaba formada por activistas e intelectuales destacadas, entre ellos Eva Gore-Booth, poeta y sufragista, y se unieron a ella figuras como Esther Roper, Jessey Wade y Dorothy Cornish, cada una de las cuales aportó contribuciones únicas de su trabajo en favor del sufragio, el bienestar animal y la educación social.  La asociación sirvió como un espacio seguro en el que tener conversaciones sobre temas considerados radicales y un trampolín para los ideales expresados más adelante en los ensayos publicados en la revista Urania.
Los principios de la Aëthnic Union enfatizaban la ruptura de la organización binaria de género de la humanidad y la creación de una sociedad libre de las restricciones de los roles de género: "La sociedad ha dividido la perfección en dos e impone al espíritu individual la conformidad con uno de estos dos ideales deformados: el severo masculino y el trivial femenino". En un publirreportaje de 1912 para la organización, Clyde escribió:

Tal como están las cosas, esta insistente diferenciación arrastra su agotadora estela a cada paso. En la vestimenta a usar, en los juegos a disfrutar, en las ocupaciones a desempeñar, en la comida y bebida, se les inculca constantemente a las personas que deben aferrarse a uno u otro tipo imperfecto. Nunca se les permite ser ellos mismos. Se ven obligados a estrangular su propio desarrollo libre. De ese asesinato del alma la Unión los liberaría.
Irene Clyde

Los miembros de la Unión participaron en actividades que iban desde la publicación de artículos hasta la organización de debates que fomentaban la solidaridad intelectual y social. Sin embargo, estos ideales a menudo chocaban internamente debido a diferentes puntos de vista sobre la clase y la estrategia política, lo que en última instancia limitaba el posible impacto más amplio de la Unión.
La Unión Étnica funcionó activamente durante tres años, organizando reuniones periódicas cada dos meses. Estas reuniones tuvieron lugar el último jueves de enero, marzo, mayo, julio, septiembre y noviembre, fomentando el diálogo y el compromiso constante entre sus miembros. En 1916, Clyde se mudó a Japón y el enfoque del grupo se centró en la publicación de Urania, que se convirtió en la plataforma principal para difundir su ideología.